# Classic Grand Besançon Doubs
La Classic Grand Besançon Doubs est une course de cyclisme créée en 2021 qui fait partie du calendrier de l'UCI Europe Tour (catégorie 1.1). Elle se déroule principalement sur le territoire de Grand Besançon Métropole.

## Histoire
Devant se tenir le 16 avril 2021, soit la veille du Tour du Jura, la première édition est reportée à la suite de la pandémie de Covid-19 au 3 septembre, et forme ainsi un triptyque avec le Tour du Jura le lendemain et le Tour du Doubs le surlendemain.
Une course féminine devait également se tenir mais a été annulée. La seconde édition trouve sa date originale dès 2022, à la mi-avril.
En 2023, elle forme à nouveau le Triptyque comtois sur un même week-end avec le Tour du Jura et le Tour du Doubs.

## Équipes
Classé en catégorie 1.1 de l'UCI Europe Tour, la Classic Grand Besançon Doubs est par conséquent ouvert aux WorldTeams dans la limite de 50 % des équipes participantes, aux équipes continentales professionnelles, aux équipes continentales et aux équipes nationales.

## Palmarès
| Année | Vainqueur      | Deuxième           | Troisième         |
| ----- | -------------- | ------------------ | ----------------- |
| 2021  | Biniam Girmay  | Andrea Vendrame    | Axel Zingle       |
| 2022  | Jesús Herrada  | Victor Lafay       | Alexis Vuillermoz |
| 2023  | Victor Lafay   | Lenny Martinez     | Roger Adrià       |
| 2024  | Lenny Martinez | Victor Langellotti | David Gaudu       |
| 2025  |                |                    |                   |